# Underwood (Queensland)
Underwood is een plaats in de Australische deelstaat Queensland en telt 4518 inwoners (2006).